# Rlica
Rlica (cyr. Рлица) – wieś w Serbii, w okręgu rasińskim, w mieście Kruševac. W 2011 roku liczyła 26 mieszkańców.